# Сабинес, Хайме
Ха́йме Саби́нес Гутье́ррес (исп. Jaime Sabines Gutiérrez; 25 марта 1926, Тустла-Гутьеррес — 19 марта 1999, Мехико) — мексиканский поэт.

## Биография
Отец — эмигрант из Ливана, приехавший с родителями на Кубу, а в 1914 перебравшийся в Мексику. Мать — племянница известного политического и военного деятеля Мексики Хоакина Мигеля Гутьерреса (его имя носит город, в котором будущий поэт родился). С 1945 учился в Мехико на врача, но отказался от медицинской карьеры. В 1949 поступил на факультет филологии и философии Национального автономного университета и посвятил себя литературе. Член нижней палаты Конгресса Мексики от штата Чьяпас (1976—1979) и от Федерального округа (1988). Лауреат премии Хавьера Вильяуррутии (1972) и ряда других национальных премий. Скончался после нескольких лет тяжелой болезни.
Совет по культуре и искусству штата Чьяпас присуждает Международную поэтическую премию имени Хайме Сабинеса.

## Творчество
Как поэт сложился под влиянием Рамона Лопеса Веларде, Рафаэля Альберти, Пабло Неруды. Стихи Сабинеса переведены на несколько языков, среди его переводчиков на английский — У. С. Мервин.

## Сочинения
- Horal (1950)
- La señal (1951)
- Adán y Eva (1952)
- Tarumba (1956)
- Diario semanario y poemas en prosa (1961)
- Yuria (1967)
- Tlatelolco (1968)
- Maltiempo (1972)
- Algo sobre la muerte del Mayor Sabines (1973, памяти отца)
- Nuevo recuento de poemas (1977, собрание стихотворений)

## Публикации на русском языке
- [Стихи] / Пер. Ирины Копостинской.  Поэты Мексики. М.: Художественная литература, 1975, с.279-293.